# Wysse Nollen
Le Wysse Nollen  est un sommet des Alpes uranaises, en Suisse. Il culmine à 3 426 m d'altitude.

## Géographie
Le Wysse Nollen se trouve sur la frontière entre les cantons de Berne et du Valais, à l'ouest de l'Eggstock. Sommet le plus septentrional du canton du Valais, il surplombe le glacier de Trift à l'ouest et le glacier du Rhône au sud,.